# Spack
Spack (angleško Kreacher) je izmišljen lik iz serije fantazijskih romanov o Harryju Potterju britanske pisateljice J. K. Rowling. 
Je Harryjev hišni vilinec, ki je bil prej last njegovega botra Siriusa.
Spack, je hišni vilinec in druži žlahtni rodbini Black, kot to sam poimenuje. Prvič se pojavi v peti knjigi Feniksov red. Takrat še mora služiti Siriusu Blacku, Harryjevem botru, ki v tej knjigi tudi umre (na Ministrstvu). Pravzaprav je iz knjige razvidno, da ga Spack izda. Ko naj bi Sirius zavpil "ven!", si je vilinec to razlagal kot ukaz, naj gre ven iz hiše. In tako je šel k Siriusovima sestričnama Krasitillyji in Narcissi. Spack si zelo rad pomrmrava razne zgobice in se ne zaveda, da ga lahko ostali slišijo. Na kratko povedano: je preglasen.
V šestem delu Spack začne služiti Harryju, ki se do njega poskuša vesti čim bolj prijazno.
V sedmem delu pa mu Harry da medaljon,ki se ga Spazk zelo razveseli. Tako postane zelo prijazen in se tudi bolj uredi. Ta čas, ko Ron, Harry in Hermiona živijo na Trochmrkovem trgu (v sedmem delu), jim Spack tudi kuha in čisti hišo. 
Kasneje (v isti knjigi) se z ostalimi hišnimi vilinci iz Bradavičarke bori proti Mrlakensteinu.